# Діхан (Жетисайський район)
Діха́н (каз. Дихан) — село у складі Жетисайського району Туркестанської області Казахстану. Входить до складу сільського округу Жолдасбая Єралієва.
Населення — 175 осіб (2021; 173 у 2009, 159 у 1999, 175 у 1989).
Колишня назва — Гагаріно.